# Hitchcock (Teksas)
Hitchcock – miasto w Stanach Zjednoczonych, w stanie Teksas, w hrabstwie Galveston.

## Demografia
Według przeprowadzonego przez United States Census Bureau spisu powszechnego w 2010 miasto liczyło 6 961 mieszkańców, co oznacza wzrost o 9,0% w porównaniu do roku 2000. Natomiast skład etniczny w mieście wyglądał następująco: Biali 58,8%, Afroamerykanie 30,8%, Azjaci 0,3%, pozostali 10,1%. Kobiety stanowiły 52,1% populacji.

## Historia
Hitchcock powstało w 1873 roku, jako stacja kolejowa Santa Fe Railway na trasie z Galveston do Cleburne, służąca głównie do przeładunku warzyw i owoców.
W latach 1942–1949 w okolicy działała baza lotnicza U.S. Navy, której celem była obserwacja wód Zatoki Meksykańskiej ze sterowców. 
Podczas II Wojny Światowej, w Hitchcock mieściła się też baza Camp Wallace, będąca centrum szkolenia wojsk przeciwlotniczych.
Jako samodzielne miasto Hitchcock funkcjonuje od roku 1960.